# Jadakiss
Джейсон Терренс Філліпс (англ. Jason Terrance Phillips ; нар. 27 травня 1975 року, Йонкерс, Нью-Йорк, США, відомий під сценічним ім'ям Джейдакіссангл. Jadakiss ) — американський репер, відомий тим, що є учасником хіп-хоп- групи Східного узбережжя The Lox, а також своєю сольною кар'єрою. Разом з іншими учасниками The Lox започаткував лейбл D-Block Records. Jadakiss випустив п'ять студійних альбомів.

## Раннє життя
Jadakiss народився 27 травня 1975 року в Йонкерсі (Нью-Йорк), і з ранніх років цікавився хіп-хопом. У 12 років він почав продавати наркотики після того, як батьки сказали йому, щоб він заробляв свої власні гроші. Проте незабаром він припинив продавати наркотики і натомість почав займатися фрістайл-репом за гроші, спостерігаючи, як інші роблять це на вулиці. У Jadakiss швидко сформувалася невелика фан-база і у віці 12 років він взяв участь у змаганнях з фрістайлу у Флориді, де привернув увагу власників Ruff Ryders Entertainment. Разом зі своїми давніми друзями Sheek Louch та Styles P він створив гурт The Warlocks, і тріо почало виступати разом. Пізніше вони зустріли Мері Джей Блайдж, яка, вражена посилом їхніх пісень, передала їх демо Puff Daddy, який підписав групу на свій лейбл Bad Boy Entertainment .

## Кар'єра

### 1994-2000 роки: група The Lox
Підписавши групу на Bad Boy, Puff Daddy скоротив їхню назву з The Warlocks до The Lox. Вони вперше з'явилися на LP Fuck What You Think групи Main Source у 1994 році на треку «Set it Off». Вони писали та виконували пісні з іншими музикантами Bad Boy, включаючи Puff Daddy ("It's All About the Benjamins" та "I Got the Power"), Mase ("24 Hrs. to Live"), Мерайю Кері ("Honey"), Мері-Джей Блайдж (Can't Get You Off My Mind) і The Notorious B.I.G. (Last Day). У гурту встановилися тісні стосунки з B.I.G., який узяв під своє крило Jadakiss. Перша хітова пісня The Lox під назвою "We'll Always Love Big Poppa" була даниною The Notorious B.I.G. після його смерті у 1997 році. Вона була використана в сингл Puff Daddy "I'll Be Missing You", також присвяченому B.I.G. Сингл отримав комерційний успіх, отримавши мультиплатиновий статус від RIAA.
У 1998 році The Lox випустили свій дебютний студійний альбом Money, Power & Respect Альбом мав як комерційний, так і критичний успіх, досягнувши 3-го місця у Billboard 200, 1-го в Top R&B/Hip-Hop Albums і став платиновим. Незважаючи на успішність альбому, The Lox були незадоволені глянсовою, радіопостановною продукцією Bad Boy Records, відчуваючи, що це суперечить їхній похмурій вуличній естетиці. Після виходу їхнього дебютного альбому гурт покинув лейбл, щоб підписати контракт з Ruff Ryders Entertainment, на якому вони випустили свій другий альбом We Are the Streets у 2000 році. Альбом знову став успішним, досягнувши 5-го місця в Billboard 200 та 2-го в Top R&B/Hip-Hop Albums. У ньому брали участь продюсери Swizz Beatz та Timbaland.

### 2001-2007 роки: сольна кар'єра
Jadakiss почав сольну кар'єру в 2001 році, а його дебютний альбом був випущений в серпні на лейблах Ruff Ryders та Interscope Records. В альбомі брали участь популярні виконавці та продюсери, такі як DJ Premier, The Alchemist, DMX, Eve, Snoop Dogg та Swizz Beatz. Він отримав золотий сертифікат RIAA та був проданий у кількості понад 200,000 копій протягом першого тижня. Незважаючи на комерційний успіх, альбом отримав негативний відгук від критиків, які лаяли альбом через те, що він вторинний і не надихає. Jadakiss визнав критику обґрунтованою, заявивши, що альбом був зроблений не за натхненням, а за контрактними зобов'язаннями перед "Bad Boy". У червні 2004 року Jadakiss випустив другий студійний альбом Kiss of Death. У ньому взяли участь Snoop Dogg, Емінем, The Lox, Каньє Вест, Фаррелл Вільямс, Nate Dogg, DJ Quik та інші. Пісня з цього альбому «Why» за участю Ентоні Хемілтона та спродюсована Havoc з Mobb Deep стала одним з найбільших хітів року, породивши ремікс за участю Styles P, Common та Nas. «Why» залишається найбільшим хітом Jadakiss, досягнувши 11-го місця в Billboard Hot 100. Ця пісня також викликала суперечку про рядок, в якому Jadakiss стверджує, що він вважає, що Джордж Буш-молодший спланував терористичні атаки 11 вересня. Ще один сингл з альбому «U Make Me Wanna» за участю Мерайї Кері посів 21-е місце в Billboard Hot 100. Альбом мав як комерційний, так і критичний успіх, отримавши кращі відгуки, ніж попередній альбом, і дебютувавши під номером 1 у Billboard 200 та Top R&B/Hip Hop Albums. Наприкінці 2007 року Jadakiss підписав контракт з лейблом Jay-Z Roc-A-Fella Records.

### 2009-2015 роки: альбомиThe Last KissтаTop 5 Dead or Alive

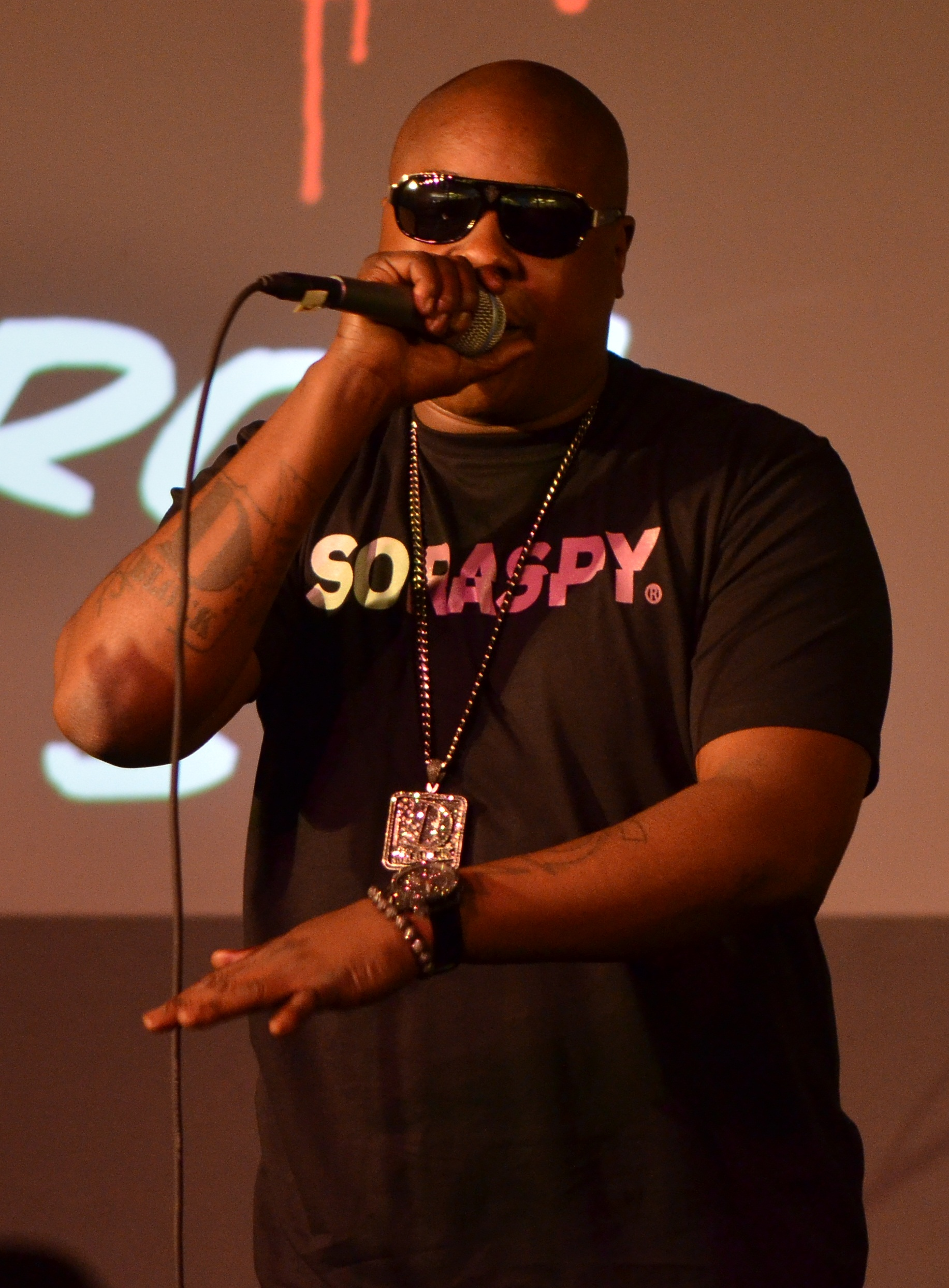
Jadakiss у червні 2011 року.

У 2009 році Jadakiss випустив свій третій студійний альбом The Last Kiss Перший сингл «By My Side» за участю Ne-Yo був випущений у жовтні 2008 року. Ще два сингли «Cant Stop Me» і «Death Wish» за участю Lil Wayne вийшли в 2009 році. Сингл «Who's Real» за участю Swizz Beatz і OJ da Juiceman був випущений пізніше того ж року. У 2010 році Jadakiss залишив Roc-A-Fella Records  . У 2011 році він з'явився на двох треках DJ Khaled, один з яких "It Ain't Over Til It's Over" за участю Мері-Джей Блайдж та Fabolous, а другий - ремікс "Welcome to My Hood» за участю Ludacris, T-Pain, Busta Rhymes, Mavado, Twista, Birdman, Ace Hood, Fat Joe, Bun B, The Game і Waka Flocka Flame . 26 квітня 2012 року Jadakiss випустив свій мікстейп Consignment, спродюсований DJ Drama .
4 червня 2013 року Jadakiss випустив перший сингл «Big Boy Dialogue» з вокалом від The-Dream зі свого майбутнього четвертого студійного альбому Top 5 Dead or Alive. Альбом планувалося випустити у вересні або жовтні 2013 , але після великої затримки він був нарешті випущений 20 листопада 2015 . У ньому взяли участь Ейкон, Future, Jeezy, Lil Wayne, Ne-Yo, Nas, Nipsey Hussle, Styles P, Puff Daddy, Sheek Louch, Swizz Beatz, Wiz Khalifa та Young Buck, і був підтриманий двома синглами "Jason" за участю Swizz Beatz та "Ain't Nothin New" за участю Ne-Yo та Nipsey Hussle. Альбом дебютував під номером 4 у Billboard 200 і отримав позитивні відгуки критиків.

### 2016 - теперішній час: возз'єднання The Lox і альбомFreddy vs.Jason

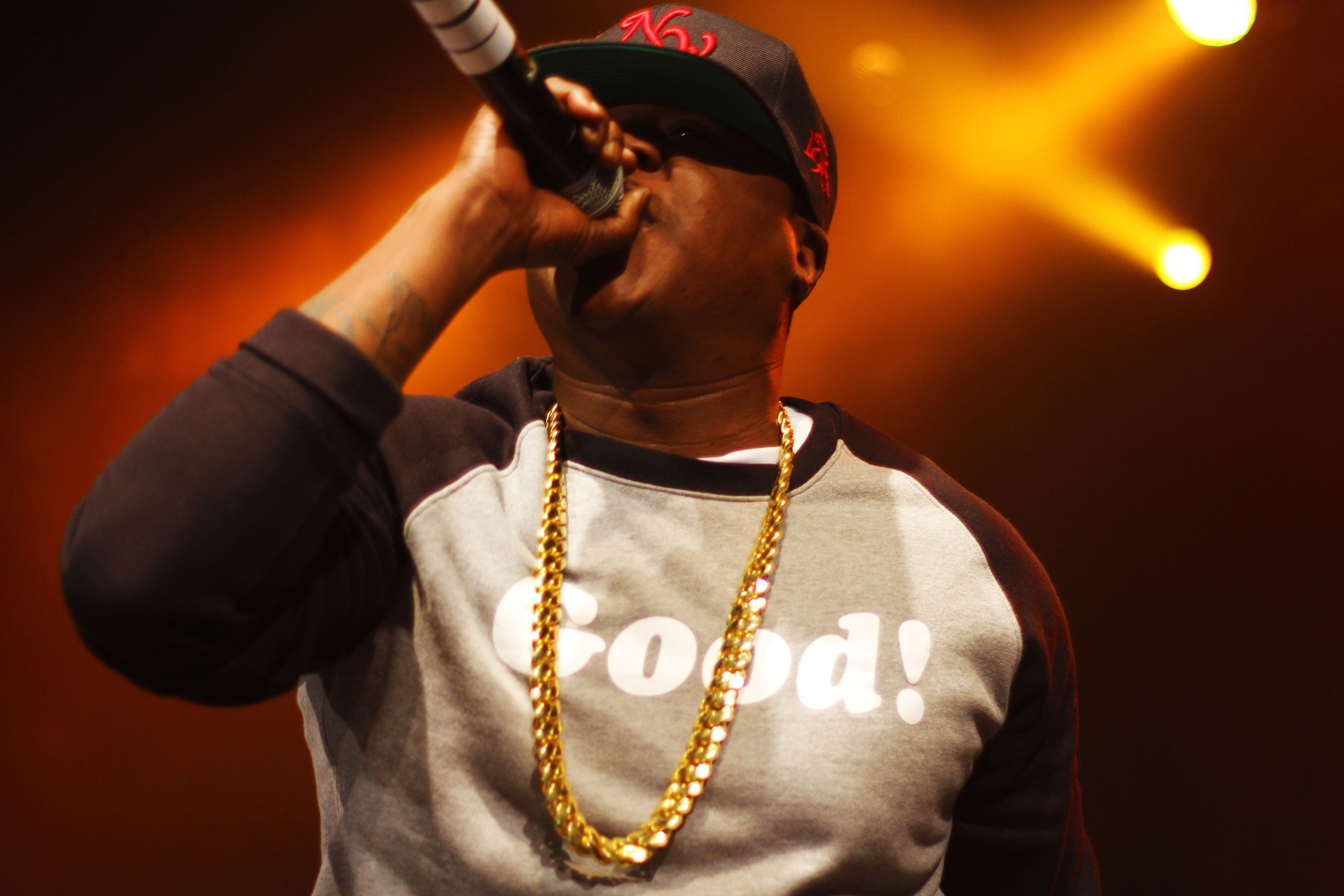
Jadakiss у Sound Academy у 2014 році.

У 2016 році The Lox випустили свій перший альбом за 16 років під назвою Filthy America… It’s Beautiful. Він досяг 42-го місця в Billboard 200. В альбомі взяли участь Fetty Wap, Mobb Deep та Gucci Mane.
29 лютого 2016 року Fabolous опублікував у Instagram фотографію з Jadakiss за підписом «Freddy vs. Jason coming soon», натякаючи на випуск спільного проекту та його назву. 2 квітня 2016 року Fabolous та Jadakiss випустили фрістайл-версію пісні Future «Wicked» з мікстейпу Purple Reign, яка мала увійти у їхній майбутній альбом, але не з'явилася в остаточному варіанті. Вони також заявили, що це не буде мікстейп, а повноцінний альбом . 31 жовтня 2017 був випущений перший і єдиний сингл альбому «Stand Up» за участю Future. 21 листопада 2017 року було оголошено, що назва альбому була змінена з Freddy vs. Jason на Friday on Elm Street. Альбом був випущений 24 листопада 2017 року і в ньому взяли участь Future, Jeezy, Styles P, French Montana та Yo Gotti.
6 березня 2020 року Jadakiss випустив п'ятий студійний альбом Ignatius. Він присвятив його своєму другові та менеджеру Ігнейшусу «Ice Pick Jay» Джексону, який помер від раку за 3 роки до цього. У записі платівки взяли участь Ty Dolla $ign, Emmany, Рік Росс, 2 Chainz, Pusha T та інші.

## Бізнес
Разом з давнім другом і діловим партнером Джеєм Джексоном Jadakiss створив онлайновий мультимедійний творчий колектив SoRaspy, який також виступає як головна компанія для його ділових починань, які включають онлайн-публікації, звукозаписну компанію, одяг і канал на YouTube.
Влітку 2014 року Jadakiss та Styles P відкрили соковий бар Juices for Life у рідному Йонкерсі (Нью-Йорк). Разом вони відкрили ще дві філії у Бронксі та один у Брукліні.

## Особисте життя

### Проблеми із законом
У липні 2004 року Jadakiss був заарештований у Північній Кароліні за звинуваченням у незаконному зберіганні марихуани та зброї. Через кілька місяців він досяг угоди про визнання провини за звинуваченням у злочині і його зобов'язали заплатити штраф у розмірі 900 доларів  .
7 жовтня 2006 року Jadakiss був знову заарештований у своєму рідному місті Йонкерсі за звинуваченням у зберіганні зброї та наркотиків. Представник департаменту поліції Йонкерса заявив, що Jadakiss був одним із чотирьох людей, що сиділи в Toyota Camry 2006 року випуску, яка була припаркована біля перетину Непперан-Авеню та вулиці В'язів у Йонкерсі в суботу близько 5 години ранку. Поліцейські розповіли, що водій транспортного засобу поводився дивно і що вони відчули сильний запах марихуани, наближаючись до машини. Усередині автомобіля поліція виявила револьвер 38 калібру, який, як повідомлялося, було вкрадено. За даними Ассошіейтед Прес, зброя була заряджена. Усіх затриманих звинуватили у зберіганні вкраденої вогнепальної зброї. Jadakiss також був звинувачений у володінні марихуаною, невелика кількість якої була знайдена у нього  . Водій Дарнелл Фрейзер був звинувачений у керуванні під впливом наркотиків. Двома іншими чоловіками в автомобілі були Бенджамін Локхарт та Крістіан Сміт. Всі вони були відправлені до в'язниці округу Вестчестер і утримувалися там до вівторка наступного тижня, коли вони постали перед судом.

### Наліт на квартиру
Поліція заарештувала двох чоловіків за кількома звинуваченнями у скоєнні кримінальних злочинів після того, як вони здійснили наліт на квартиру Jadakiss в Йонкерсі та виявили там героїн (5 грамів) та марихуану (6,5 фунтів). Jadakiss не був присутнім під час слідства та не розшукувався правоохоронними органами. Інцидент стався вранці 24 серпня 2009 і почався, коли поліцейські виявили присутність марихуани в автомобілі, яким керували двоє чоловіків. За повідомленнями, обидва чоловіки утримувалися під вартою в поліції та були звинувачені у скоєнні кримінального злочину.

## Конфлікти

### 50 Cent
У 2004 році Jadakiss і Fat Joe взяли участь у пісні Ja Rule «New York». У цій пісні Ja Rule звинувачує 50 Cent у тому, що він стукач. У свою чергу, 50 Cent випустив пісню під назвою « Piggy Bank», в якій він дисить Fat Joe та Jadakiss серед інших. Це змусило Jadakiss випустити кілька дисів на 50 Cent, включаючи «Checkmate», «Problem Child», «Shots Fired» та «I'm Sorry Ms. Jackson». 50 Cent разом зі своєю командою G-Unit відповіли піснями «I Run New York», «Window Shopper» та «Death Wish» Ллойда Бенкса. Jadakiss кинув виклик 50 Cent на реп-батл на сцені в Медісон-Сквер-Гарден за 1 мільйон доларів, але той відмовився. Пізніше ворожнеча була закінчена і 3 жовтня 2009 Jadakiss і G-Unit виступили разом на фестивалі 50 Cent ThisIs50.

### Білл O'Райлі
Jadakiss викликав засудження з боку політичного оглядача Білла O'Райллі в 2004 році, який назвав його «продавцем наклепом» через тексти в його популярній пісні «Why», в якій Jadakiss заявляє про свою віру в те, що Джордж Буш-молодший координував терористичні атаки 11 вересня 2001 року.
У кліпі на пісню «Why» чоловік тримає плакат з написом «Buck Fush» (гра слів на «Fuck Bush»). О'Райллі зайняв позицію, згідно з якою президентові має бути дозволено судитися з Jadakiss за наклеп. Цей трек був зрештою заборонений на деяких радіостанціях або відтворювався з цензурою .

## Дискографія
Студійні альбоми
- Kiss tha Game Goodbye (2001)
- Kiss of Death (2004)
- The Last Kiss (2009)
- Top 5 Dead or Alive (2015)
- Ignatius (2020)

Спільні альбоми
- Friday on Elm Street (разом з Fabolous) (2017)